# Charles Ingalls
Charles Phillip Ingalls (født 10. januar 1836, Cuba, New York, død 8. juni 1902, De Smet, South Dakota) var far til Laura Ingalls Wilder, der er kendt for hendes Det Lille Hus på Prærien-bøger. Ingalls bliver kaldet "Pa" i serien.
Ingalls var nummer to ud af ni børn af Landsford Whiting Ingalls (1812-1896) og Laura Louise Colby Ingalls (1810-1883), der begge er med (som "Bedstefar" og "Bedstemor") i bogen Det lille hus i de store skove. Landsford blev født i Canada; Laura blev født i Vermont. Landsford mor var Margaret Delano, af den berømte Delano-familie, og var en efterkommer af Mayflower-passageren Richard Warren. I 1840'erne, da Ingalls var en ung dreng, flyttede hans familie fra New York til den højgræssede prærie nær Campton Township, lige vest for Elgin, Illinois. 
Den 1. februar 1860, blev Ingalls gift med Caroline Quiner. De fik fem børn: Mary Ingalls, Laura Ingalls, Carrie Ingalls, Charles Frederick "Freddy" og Grace Ingalls. Freddy døde som spædbarn.
Ingalls havde hele sit liv en stærk "vandrerlyst". Laura citerer ham i bøgerne, hvor han siger: "Mine travefødder klør! Han elskede at rejse og kunne ikke lide at leve blandt store skarer af mennesker, så han rejste med sin familie, i de tidlige år af sit ægteskab, og skiftede ofte hjem. Fra deres oprindelige hjem, i skovene i Wisconsin, flyttede han og hans familie først til et indiansk territorium i det sydøstlige Kansas, derefter tilbage til Wisconsin, derefter til det sydlige Minnesota, derefter i et år til Burr Oak, Iowa og derefter tilbage til Minnesota. Sammen med muligheden for et job i South Dakota-territoriet, længtes han efter at flytte endnu en gang, mens familien kæmpede i Minnesota. Caroline gik med til det, men fik sin mand til at love, at dette ville være deres sidste flytning. Hun var ikke bare træt af at flytte fra sted til sted selv, hun frygtede, hendes børn aldrig ville få en ordentlig uddannelse, medmindre familien slog rod et sted. Ingalls gik med til det og familien slog sig ned i De Smet, South Dakota. Han drev landbrug i De Smet i flere år, men efter han havde gjort sit, solgte han, på opfordring, gården og byggede et hjem på Third Street i De Smet, hvor han boede resten af sine dage. 
Ingalls døde den 8. juni 1902, i alderen af 66, af en hjertesygdom. Han blev begravet på De Smet-kirkegård.

## Media
Ingalls blev portrætteret i tv-serien Det Lille Hus på Prærien af skuespilleren Michael Landon, i Det Lille Hus på Prærien-filmene af Richard Thomas og i den nyeste miniserie af Cameron Bancroft.